# 世界足球 胜利十一人97
《世界足球 胜利十一人97》是一款由科乐美公司制作和发行的足球类游戏。本游戏于1997年5月2日在北美地区PlayStation发行，于1997年6月5日在日本地区发行。 本游戏为日本地区发行的《J联盟 胜利十一人97》的改进版本。
游戏共有32个国际队伍。他们根据1996/1997年赛季的真实数据而制作。
本游戏得到较高的评价，代表了当时PlayStation上最为优秀的足球类游戏。